# Sefiane
Sefiane est une commune de la wilaya de Batna en Algérie, située à 24 km au nord-est de Barika et à 74 km environ à l'ouest de Batna.

## Géographie

### Situation
Le territoire de la commune de Sefiane est situé à l'ouest de la wilaya de Batna.
| Boumagueur, Djezzar | Boumagueur | Ouled Si Slimane, Ouled Aouf |
| Djezzar, Seggana    | Sefiane    | Ouled Aouf                   |
| Seggana             | Seggana    | Tilatou                      |

### Localités de la commune
La commune de Sefiane est composée de 14 localités :
- Aïn Azzouz
- L Bàdaa ( Badi )
- N fidha
- Mezdour
- Milegh
- Ouled Luifi (Ouled Aouf)
- Rouagued Aïn Soula
- Senaguig
- Tifrène